# Piora ericoides
Piora ericoides là một loài thực vật có hoa trong họ Cúc. Loài này được Koster miêu tả khoa học đầu tiên năm 1966.